# Marius Bako
Marius Bako (22 de febrero de 1985) es un futbolista neocaledonio.

## Carrera
Comenzó su carrera en 2007 defendiendo los colores del AS Magenta. En 2010 dejó el club y firmó con el Gaïtcha FCN, para regresar al Magenta en 2016.

### Clubes
| Club        | País            | Año         |
| ----------- | --------------- | ----------- |
| AS Magenta  | Nueva Caledonia | 2007 - 2010 |
| Gaïtcha FCN | Nueva Caledonia | 2010 - 2015 |
| AS Magenta  | Nueva Caledonia | 2016 - 2017 |

### Selección nacional
Disputó 13 encuentros con Nueva Caledonia, selección con la cual afrontó la Copa de las Naciones de la OFC 2012.